# Маргарита Шведская (королева Норвегии)
Маргарита (Маргрете) Эриксдоттер Шведская (норв. Margrete Eriksdotter; около 1155, Швеция — 1209, Норвегия) — королева консорт Норвегии, жена Сверрира Сигурдссона.

## Жизнь
Маргарита была дочерью короля Швеции Эрика IX и королевы Кристины Бьёрнсдоттер. В 1189 году она вышла замуж за короля Норвегии Сверрира. В сагах королева Маргарита изображается как интриганка.
Она стала вдовой в 1202 году, вернулась в родную Швецию и удалилась в свои поместья в Вестергётланде и Вермланде. Отправившись в Норвегию, ей пришлось против своей воли оставить свою дочь Кристину Сверресдоттер. Она провела два года в Швеции и вернулась в Норвегию в 1204 году.
1 января 1204 года, через два дня после того, как она вернулась в Норвегию, её пасынок король Хакон III умер с явными симптомами отравления. Подозрение в отравлении короля пало на Маргариту. Один из её слуг попытался доказать невиновность госпожи в суде с помощью испытания, но потерпел неудачу. Слуга утонул, и Маргарита бежала обратно в Швецию.
Маргарита вернулась в Норвегию в 1209 году на свадьбу своей дочери. Её дочь вышла замуж за соправителя Филиппа Симонссона, кандидата партии баглеров на трон Норвегии. Сразу после свадьбы она заболела и умерла через несколько недель.